# Chrysocharis nautius
Chrysocharis nautius är en stekelart som först beskrevs av Walker 1846.  Chrysocharis nautius ingår i släktet Chrysocharis och familjen finglanssteklar. Arten är reproducerande i Sverige. Inga underarter finns listade i Catalogue of Life.